# (400308) Antonkutter
(400308) Antonkutter es un asteroide perteneciente al cinturón de asteroides, descubierto el 13 de octubre de 2007 por Richard Gierlinger desde el Observatorio Astronómico Gaisberg, Schärding, Austria.

## Designación y nombre
Designado provisionalmente como ntonkutter. Fue nombrado Antonkutter en honor al ingeniero alemán, director de cine, guionista y astrónomo aficionado, Anton Kutter, que desarrolló variantes de telescopios reflectantes (Schiefspiegler) de alto rendimiento y sin obstrucciones para la observación planetaria y lunar.

## Características orbitales
Antonkutter está situado a una distancia media del Sol de 2,548 ua, pudiendo alejarse hasta 2,843 ua y acercarse hasta 2,253 ua. Su excentricidad es 0,115 y la inclinación orbital 6,219 grados. Emplea 1485,92 días en completar una órbita alrededor del Sol.

## Características físicas
La magnitud absoluta de Antonkutter es 17,2.